# 卡爾滕米爾巴赫河
49°48′40.5″N 12°23′29.5″E / 49.811250°N 12.391528°E
卡爾滕米爾巴赫河（德語：Kaltenmühlbach），是德國的河流，位於該國東南部，由巴伐利亞負責管轄，屬於瓦爾德納布河的左支流，河道全長8.3公里，發源自貝爾瑙東北面。